# Lycée Pierre-de-Fermat

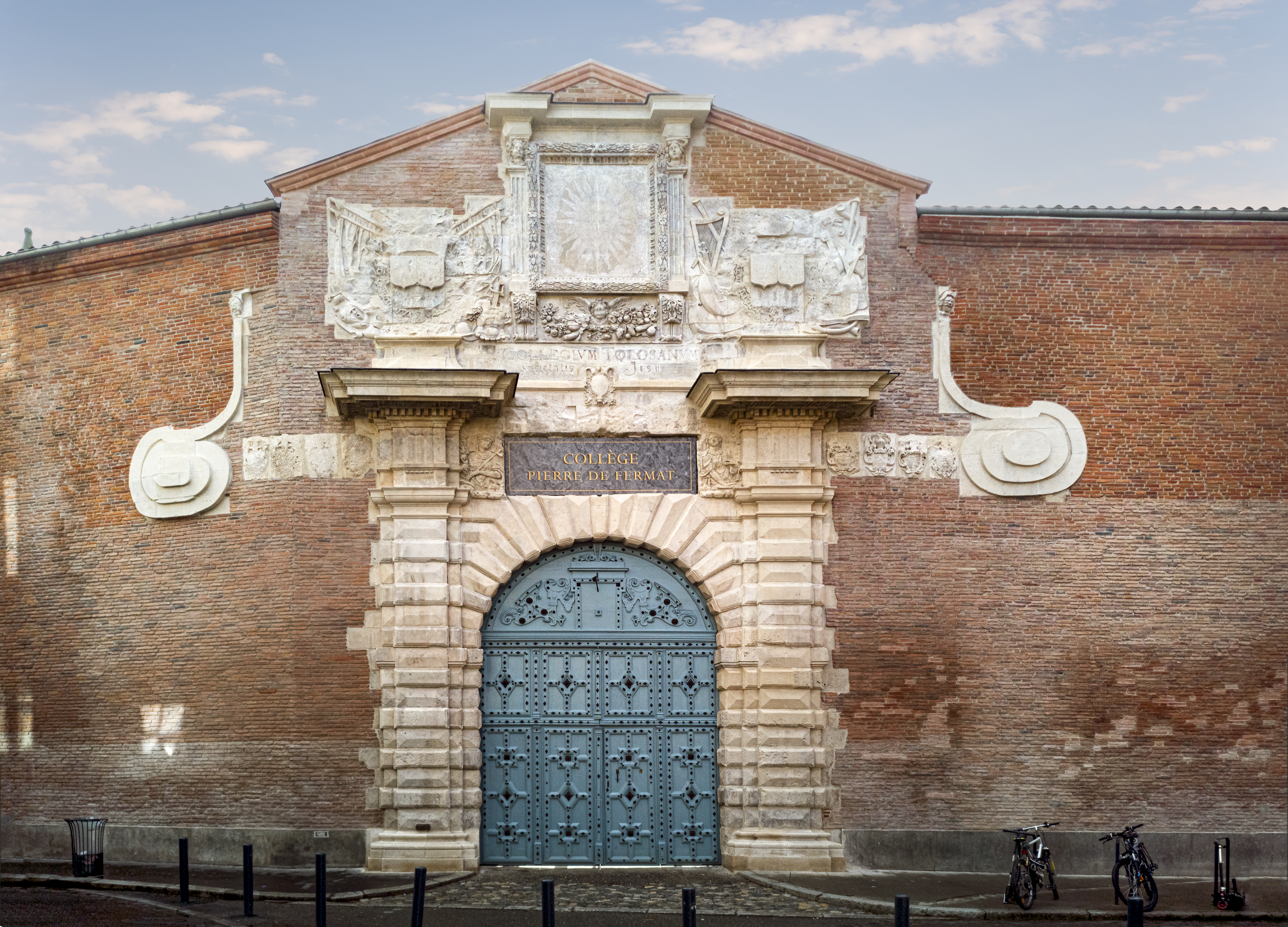
Lycée Pierre-de-Fermat

Das Lycée Pierre-de-Fermat, auch einfach Pierre-de-Fermat genannt, ist eine öffentliche Sekundar- und Hochschuleinrichtung, die sich im Parvis des Jacobins de Toulouse in unmittelbarer Nähe des Kapitols von Toulouse befindet. Es nimmt als Hôtel de Bernuy einen großen Platz im Stadtzentrum ein. Angrenzend der Kreuzgang und die Kirche der Jakobiner.
Zu Beginn des Studienjahres 2021 hat das Institut 9 Klassen des zweiten, ersten und letzten Jahres mit durchschnittlich 30 Schülern für insgesamt etwas mehr als 1800 Schüler, darunter 950 Schüler der classe préparatoire (CPGE). Es beherbergt eine der besten Vorbereitungsklassen für das Programm der Grandes Ecoles des Landes æ ein postsekundäres intensives multidisziplinäres Programm: Es belegte im Jahr 2022 landesweit den achten Platz für den literarischen Zweig und den dritten Platz für den Physik- und Ingenieurstrom.

## Berühmte Schüler
- Carlos Tavares (* 1958), portugiesischer Manager in der Automobilindustrie